# Eugenia pia
Eugenia pia är en myrtenväxtart som beskrevs av Dc.. Eugenia pia ingår i släktet Eugenia och familjen myrtenväxter. Inga underarter finns listade i Catalogue of Life.